# Marion County (Indiana)
Marion County ist ein County im US-Bundesstaat Indiana der Vereinigten Staaten. Der Hauptort Indianapolis nimmt den größten Teil der Fläche des Countys ein.

## Geschichte
Marion County wurde 1822 gegründet und ist nach Francis Marion, einem General aus dem Amerikanischen Unabhängigkeitskrieg, benannt.
Die meisten Orte im County sind inzwischen in die Stadt Indianapolis eingegliedert worden. Eigene Orte sind heute noch: Speedway, Southport, Beech Grove und Lawrence.

### Historische Objekte
- In Indianapolis steht die historische Ralph Waldo Emerson Indianapolis Public School#58. Das Schulgebäude steht an der North Linwood Street auf Nummer 321 und wurde am 6. Dezember 2004 vom National Register of Historic Places als historisches Denkmal mit der Nummer 04001309 aufgenommen.
- An der Shelbyville Road 6551 in Indianapolis befindet sich das historische Anderson Thompson House.
- Die Lockefield Gardens finden sich an der Indiana Avenue (NRHP-ID 83000133).[2]
- Am 31. Oktober 2016 wurde das Athenæum (Das Deutsche Haus) zur National Historic Landmark erklärt.[3]

Im Marion County liegen insgesamt 9 National Historic Landmarks. 237 Bauwerke und Stätten des Countys sind im National Register of Historic Places eingetragen (Stand 2. September 2017).

## Demografie
Nach der Volkszählung im Jahr 2000 lebten im Marion County 860.454 Einwohner; es wurden 352.164 Haushalte und 213.411 Familien registriert.
Ethnisch betrachtet setzte sich die Bevölkerung zusammen aus 70,49 Prozent Weißen, 24,17 Prozent Afroamerikanern, 0,25 amerikanischen Ureinwohnern, 1,43 Prozent Asiaten, 0,04 Prozent Bewohnern aus dem pazifischen Inselraum und 1,98 Prozent aus anderen ethnischen Gruppen; 1,64 Prozent stammten von zwei oder mehr Ethnien ab. 3,87 Prozent der Bevölkerung waren spanischer oder lateinamerikanischer Abstammung.